# Hollies Sing Hollies
Hollies Sing Hollies är det nionde studioalbumet med den brittiska musikgruppen The Hollies som utgetts i Storbritannien. Skivbolaget Parlophone lanserade albumet november 1969, endast 6 månader efter ett album med Bob Dylan-covers. Hollies Sing Hollies var det första albumet med egna sånger sedan Graham Nash lämnade The Hollies och Terry Sylvester tog över. Albumet släpptes av skivbolaget Epic Records i USA med namnet He Ain't Heavy, He's My Brother. Låtarna "Soldier's Dilemma" och "Marigold: Gloria Swansong" var borttagna på den amerikanska utgåvan. Hitlåten "He Ain't Heavy, He's My Brother" finns med her till skillnad från på den brittiska utgåvan.

## Låtlista

### Sida 1
1. "Why Didn't You Believe" (Terry Sylvester, Allan Clarke) — 3:26
2. "Don't Give Up Easily" (Tony Hicks) – 2:14
3. "Look at Life" (Sylvester, Clarke) — 2:23
4. "Please Sign Your Letters" (Sylvester, Clarke, Hicks) — 3:35
5. "My Life is Over with You" (Clarke, Hicks) — 3:09
6. "Please Let Me Please You" (Hicks, Clarke) – 3:02

### Sida 2
1. "Do You Believe in Love" (Sylvester, Clarke, Hicks) – 3:28
2. "Soldier's Dilemma" (Clarke) — 2:49
3. "Marigold; Gloria Swansong" (Sylvester, Clarke) — 5:19
4. "You Love 'Cos You Like It" (Sylvester, Clarke) – 2:39
5. "Reflections of a Time Long Past" (Bernard Calvert) — 2:22
6. "Goodbye Tomorrow" (Clarke) — 3:47

## Låtlista (He Ain't Heavy, He's My Brother)

### Sida 1
1. "He Ain't Heavy, He's My Brother" (Bobby Scott, Bob Russell) – 4:20
2. "Don't Give Up Easily" (Tony Hicks) – 2:14
3. "Look at Life" (Sylvester, Clarke) — 2:23
4. "Please Sign Your Letters" (Sylvester, Clarke, Hicks) — 3:35
5. "My Life is Over with You" (Clarke, Hicks) — 3:09
6. "Please Let Me Please You" (Hicks, Clarke) – 3:02

### Sida 2
1. "Do You Believe in Love" (Sylvester, Clarke, Hicks) – 3:28
2. "Soldier's Dilemma" (Clarke) — 2:49
3. "Marigold; Gloria Swansong" (Sylvester, Clarke) — 5:19
4. "You Love 'Cos You Like It" (Sylvester, Clarke) – 2:39
5. "Reflections of a Time Long Past" (Bernard Calvert) — 2:22
6. "Goodbye Tomorrow" (Clarke) — 3:47

## Medverkande
- Bernard Calvert – basgitarr, piano, orgel
- Allan Clarke – sång, munspel
- Bobby Elliott – trummor, slagverk
- Tony Hicks – sång, sologitarr, banjo
- Terry Sylvester – sång, kompgitarr